# 巴特戈德斯贝格
巴特戈德斯贝格（德語：Bad Godesberg），又称巴特哥德斯堡，是德国北莱茵-威斯特法伦州南部波恩市辖区。从1949年到1999年，波恩是西德和后来的德国的首都，大多数外国使馆都位于巴特戈德斯贝格。当前，一些建筑物仍用作驻外机构分支机构或领事馆。1959年，德国社会民主党在此地召开大会，通过了放弃马克思主义的《哥德斯堡纲领》。

## 友好城市
- 法國 圣克卢